# 아구스틴 마르체신
아구스틴 페데리코 마르체신(스페인어: Agustín Federico Marchesín, 1988년 3월 16일 ~)은 아르헨티나의 축구 선수로 현재 스페인 라리가의 셀타 비고에서 골키퍼로 뛰고 있다.